# اتحاد الأطباء العرب
اتحاد الأطباء العرب هو تجمع لاتحاد النقابات والجمعيات والهيئات الطبية العربية في الدول العربية، تأسس في مصر سنة 1962 ويهدف الاتحاد إلى تنشيط البحث العلمي وإغناء المكتبة الطبية العربية لتواكب التقدم الصحي والتنسيق والعمل على توحيد مناهج التدريس والتدريب والاختصاص في المعاهد الطبية القائمة في الدول العربية إضافة إلى إنماء الروح النقابية ودعم العمل النقابي بين الأطباء العرب وتوحيد أسس وشروط مزاولة مهنة الطب في الوطن العربي بالتعاون مع الهيئات الصحية والطبية العربية.

## النشأة
في المؤتمر الطبي العربي التاسع والعشرين الذي عقد في القاهرة في الفترة من (24 - 28 مايو 1961) تبلورت فكرة تأسيس اتحاد للأطباء العرب وذلك بعد عدة مؤتمرات طبية عربية كانت تعقدها الجمعية الطبية المصرية منذ عام 1928 وقرروا أن تكون القاهرة هي المقر الرئيسي الدائم للامانة العامة للاتحاد لحين تحرير القدس والتي هي المقر الرئيسي الدائم المنصوص عليه في القانون الأساسي للاتحاد كما أنه يمكن نقل المقر الرئيسي الدائم للأمانة بعد موفقة ثلثي أعضاء الاتحاد، وتأسس الاتحاد في مصر سنة 1962، واستقرت أمانته العامة في القاهرة حتى سنة 1978 عندما وقعت مصر اتفاقية كامب ديفيد مع إسرائيل، حيث أدى ذلك إلى مقاطعة الدول العربية للقاهرة، عاد مقر الأمانة العامة لاتحاد الأطباء العرب إلى القاهرة بعد عودة الجامعة العربية عام 1992 حتى فبراير 2010.

## مسؤولي الاتحاد
- رئيس المجلس الأعلى للاتحاد: لدكتور أحمد الأصبحي[4]
- الأمين العام: د. أسامة رسلان[5]
- رئيس لجنة الإغاثة والطوارئ في الاتحاد د. جمال عبد السلام.

## أزمة الجزائر 2010
وفي فبراير 2010 دعت الجزائر لاجتماع طارئ في الجزائر العاصمة لتغيير القانون الداخلي للاتحاد، واعتبرت هذه الدعوة غير قانونية لأن المسؤول عن الدعوة لاجتماع طارئ هو الأمين العام للاتحاد والأمانة العامة كما حدد ذلك في المادة 8 من القانون الأساسي للاتحاد والمادة 6 من النظام الداخلي للاتحاد وفي هذا الاجتماع قد تم إقرار بند ينص على تحديد مقر الاتحاد بالانتخاب كل أربع سنوات. واعتبر هذا التعديل أيضا غير قانونيا لأن القانون الأساسي للاتحاد في المادة 11 اشترط عند تعديله حضور أغلبية الثلثين من الأعضاء وهذا لم يحدث وفي هذا الاجتماع أيضا تم اختيار اللبناني جورج أفتيموس أميناً عاماً للاتحاد ونقيب الأطباء الليبيين د. إبراهيم الشارف رئيسا للمجلس الأعلى للاتحاد.
وقد اعتراض د.عبد المنعم أبو الفتوح الأمين العام على هذا الاجتماع قال:«إنه مازال أمينا عاما لاتحاد الأطباء العرب، وإن مقر الأمانة العامة هو القاهرة، وإن اجتماع الجزائر غير قانوني، وإنه استمرار لتداعيات مباراة كرة القدم بين منتخبيْ مصر والجزائر». وأن عقد بعض الأطباء الجزائريين اجتماع غير قانوني (حيث لم تدع له الأمانة العامة) وحضره عدد من الأطباء العرب يمثلون خمسة نقابات وجمعيات طبية عربية هي(لبنان-الإمارات –ليبيا-عمان-قطر) من مجموع الدول الأعضاء البالغ عددها واحد وعشرين دولة. بينما قال د. محمد بقاط بركاني عميد الأطباء الجزائريين ورئيس الاجتماع الطارئ الاستثنائي للمجلس الذي انعقد بالجزائر العاصمة «أن تعديلات جوهرية مست القانون الداخلي للاتحاد لإنقاذه من الاحتكار المصري وإعادة هيكلة المجلس بطريقة تحميه من الانهيار والاستغلال السياسي والفردي من قبل بعض الأشخاص ولأغراض غير شرعية».

## لجان الاتحاد
ويضم الكيان المؤسسي للاتحاد 17 لجنة أهمها:
1. المعهد العربي للتنمية المهنية المستدامة (معتمد)
2. لجنة الإغاثة والطوارئ
3. لجنة تعريب الطب
4. لجنة الروابط العلمية
5. اللجنة العلمية
6. لجنة مكافحة العدوى
7. لجنة أخلاقيات المهنة
8. لجنة مواكبة التقنيات الحديثة
9. اللجنة الصحية العربية للطوارئ
10. لجنة المجلة
11. لجنة الإعلام

## مواد قانونية

### مواد من القانون الأساسي للاتحاد
- المادة 8: الأمانة العامة[3]
  - أ – هي الهيئة التنفيذية للمجلس الأعلي، وتتولي تنفيذ ومتابعة قراراته وتوصياته.
  - ب – تتكون الأمانة العامة من :
    - 1) الأمين العام والذي يتم انتخابه من قبل المجلس الأعلي لمدة أربع سنوات.
    - 2) تسعة أمناء عامين مساعدين يتم انتخابهم من قبل المجلس الأعلي لمدة أربع سنوات.
    - 3) أمين عام مساعد كعضو دائم في الأمانة العامة عن فلسطين يتم ترشيحه مرة كل أربع سنوات من قبل اتحاد الأطباء والصيادلة الفلسطينيين.
    - 4) بعد عامين تسقط عضوية نصف الأمناء العامين المساعدين بالقرعة ويتم انتخاب غيرهم أو يعاد انتخابهم لمدة أربع سنوات.

  - جـ - لا يجوز انتخاب الأمين العام المساعد أكثر من دورتين متتاليتين.
  - ط – يتم النصاب القانوني لاجتماعات الأمانة العامة بحضور الأغلبية المطلقة من الأعضاء وتتخذ القرارات بالأكثرية العادية للأعضاء الحاضرين وإذا تساوت الأصوات يرجح الجانب الذي فيه رئيس الجلسة.
  - ي – تجتمع الأمانة العامة مرتين في العام في مقر الاتحاد أو في أي مكان آخر يقرره الأمين العام ويحق للأمين العام بعد التشاور مع أربعة أعضاء من الأمانة العامة توجيه الدعوة لاجتماعات طارئة كما يحق لستة من أعضاء الأمانة طلب عقد اجتماع طارئ وعلي الأمين العام في هذه الحالة توجيه الدعوة إلى الاجتماع الطارئ في المكان والزمان المحددين في الطلب.
- المادة 11: تعديل القانون الأساسي[3]
  - يتم تعديل هذا القانون بعد اتخاذ المراحل التالية:
  - أ – ترفع الأمانة العامة اقتراحاً معللاً إلى أعضاء المجلس الأعلي قبل شهرين على الأقل من الاجتماع الذي سيبحث فيه هذا الاقتراح.
  - ب – لا يحق للمجلس الأعلي بحث هذا الاقتراح إلا بتوفر أكثرية تضم ثلثي الأعضاء.
  - جـ - يجب أن تحصل الموافقة علي التعديل علي أكثرية ثلاثة أرباع الأعضاء الحاضرين زائد واحد.

### مواد من النظام الداخلي للاتحاد
- المادة 6: اجتماعات المجلس الأعلي[7]
  - أ – الدورات العادية للمجلس الأعلي: يعقد المجلس الأعلي اجتماعاً دورياً سنوياً خلال السبعة أيام التي تسبق عقد المؤتمر الطبي السنوي للاتحاد في نفس البلد الذي يعقد فيه المؤتمر ويرأس الاجتماع نقيب البلد المضيف الذي يعقد فيه المؤتمر ويعتبر رئيساً لدورة الاتحاد طوال فترة ما بين المؤتمرين.
  - ب – الدورات الاستثنائية للمجلس الأعلي: يوجه الأمين العام الدعوة للمجلس الأعلي لعقد دورة استثنائية في المكان والموعد الذين تحددهما الأمانة العامة وذلك بناء علي:
    - 1 – قرار معلل من الأمانة العامة.
    - 2 – أو بناء علي طلب معلل يقدم للأمين العام من ربع عدد الأقطار الأعضاء للمجلس الأعلي لبحث أمور هامة وطارئة وعلي الأمانة العامة أن تحدد موعد ومكان الاجتماع وتوجه الدعوة معللة ومرفقة بجدول الأعمال علي أن يكون موعد الاجتماع خلال مدة أقصاها شهر من تاريخ تلقيها الطلب.
    - 3 – لا يجوز في الدورات الاستثنائية بحث أمور خارجة عن جدول الأعمال.

  - جـ - يكون اجتماع المجلس قانونيا بحضور الأغلبية المطلقة لأعضائه وإذا لم يتوفر هذا النصاب يدعي لاجتماع آخر يعقد خلال مدة أقصاها :
    - 1 – ثلاثة أيام في الدورات الاستثنائية لاجتماعات المجلس.
    - 2 – شهرين في الدورات العادية لاجتماعات المجلس.

  - ويعتبر الاجتماع قانونياً بحضور خمسة أقطار على الأقل أعضاء في المجلس الأعلي.
  - د – تؤخذ قرارات المجلس بالأغلبية النسبية للأعضاء الحاضرين إلا في الحالات التي حدد لها القانون والنظام الداخلي أغلبية خاصة. ويكون لكل قطر عضو صوتان ولو كان ممثلاً بشخص واحد، وعند تساوي الأصوات يرجح الجانب الذي فيه رئيس الجلسة.
- المادة 9: جدول الأعمال[7]
  - ب – إذا رغب أحد أعضاء المجلس الأعلي عرض موضوع غير وارد في جدول الأعمال عدا تعديل القانون الأساسي والنظام الداخلي وجب عليه تقديمه خطياً في بدء الاجتماع ويتولي الرئيس عرضه علي المجلس للموافقة علي إدراجه في جدول الأعمال أو رفضه.

## قائمة أمناء الاتحاد
- عبد المنعم أبو الفتوح (20 مارس 2004 - حتى الآن) - مصر[5] (وفي 27 فبراير 2010 وي محاولة انشقاقية غير قانونية لم يدعوا لها الأمين العام والأمانة العامة ولم تبلغ أغلبية ثلثي الأعاضاء أختير جورج أفتيموس أمينا عاما)
- الدكتور جمال الدين البحيري - مصر[5]
- الدكتور حموده بن سلامة - تونس[5]
- الدكتور صادق علوش - العراق[5]
- الدكتور حسن خريس - الأردن[5]
- الدكتور محمد ياسر السقا - سوريا[5]
- الدكتور حمود الزعبي - الكويت[5]

## وصلات خارجية
- الموقع الرسمي